# ウエイトトレーニング

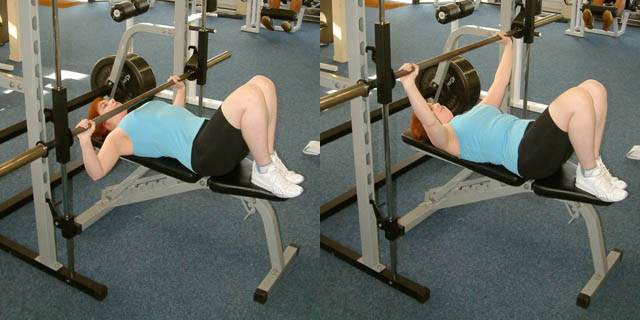
ベンチプレス

ウエイトトレーニング（Weight Training）は、筋力トレーニングの1種目。バーベル、ダンベル、マシンまたは自重などを使い筋肉に負荷をかけて体を鍛える行為。主に筋力の増大や、それに伴う筋肉の増量を目的とするトレーニングの総称。
狭義にはバーベルやダンベル、専用のトレーニングマシンを使用した鍛錬法であり、広義にはそれに自重を利用するものも含まれる。

## 骨格筋（筋肉）の性質

### はたらきと概要
- 骨格筋は体重の40%を占める巨大な器官。
- 基礎代謝のうち約40%が骨格筋で消費される。
- 筋肉量が増えると基礎代謝量が増え太りにくい体質になる。
- 筋肉には速筋（繊維）と遅筋（繊維）がありそれぞれに特徴がある。
- 骨格筋が持っている最大能力のうち、実際に使われているのは40〜90%（動員筋力比率）である（個人差がありトレーニングにより向上する）。
- 筋力のピークは男性30歳代、女性40歳代。
- 年齢に関係なく発達する。
- 自重のみを利用しても発達する（漸進性過負荷の原則も参照）。

### 速筋と遅筋
- 身体内には400以上の骨格筋が存在するが、瞬発的に大きな力を発揮する部位には速筋繊維が、持久的な機能が要求されることの多い部位には遅筋繊維が多い（ただし、個人差がある）。
- 筋肉繊維の本数とそれに伴う割合は遺伝により胎児のときに決まる。
- 通常、力を発揮する場面では先ず遅筋繊維から動員され随意最大筋力の40%以上の力を発揮する場合には速筋繊維も動員される。
- 瞬発的な動きをしたときに限り、筋出力に関係なく速筋繊維が動員される。
- 速筋繊維は遅筋繊維よりも加齢による衰えが大きいため、俊敏性を要求される動作ほど加齢の影響を受けやすい。

## ウエイトトレーニングの原則

### 漸進性過負荷の原則
扱う重さを漸増させることで筋量や筋力を発達させることができる。例えば、10kgのダンベルを連続して最大10回上げ下げできる人が12kgのダンベルで継続的にトレーニングすると、やがて10kgを10回を超えて上げ下げできるようになる。一方で、扱う重さを漸増させなければ効果的に筋肉を成長させることはできない。

### 継続性の原則
鍛錬を止めると、筋肉は次第に衰える。基本的には筋肉が付くのと同じくらいのペースで落ちると言われている。ただし、長年に亘って継続してトレーニングを続けていた場合はその限りではない。

### 特異性の原則
筋肉は、その動きの速さや動かした角度、力発揮の仕方など実際にトレーニングした様式に合わせて特異的に成長する。

### 個別性の原則
人それぞれ個性があり、ある人には効果があるトレーニングでも他の人にも効果があるとは限らない。一人ひとり、個性に合ったプログラムを選択する必要がある。

### 筋肉の記憶力
一度筋力を鍛えると、何らかの事情で筋肉が衰えても、比較的短期間のトレーニングで筋力を得ることができる。例えば、元々50kgしかベンチプレスできない人間が100kgベンチプレスできるようになるには、通常は年単位のトレーニングが必要であるが、一旦100kgベンチプレスできるまで鍛えた人間がトレーニングを出来ない事情により衰えて50kgしかベンチプレスできなくなったとしても、たいていの場合2〜3ヶ月のトレーニングで100kgベンチプレスできる力を取り戻すことが出来る。

## ウエイトトレーニングのテクニック

### フォースドレップ法
最後のセットで行う。通常のセットを自力での限界までこなしたあと、インターバルを入れずに1〜2回、補助者の力を借りてウエイトを上げ、自分の力のみで下ろす。補助者はトレーニーがウエイトを上げられるようにするための最低限の力だけを加える。補助に入るタイミングが重要で、補助に入るための合図などを決めておくとよい。ベント・オーバー・ローイングやデッドリフトなど補助の難しい種目には適していない。それらの種目では他のテクニックを用いるようにする。

### パーシャルレップ法
最後のセットで行う。通常のセットを行い、最後のセットで全可動範囲での動作が続けられなくなったら、インターバルを入れずに動かせる範囲だけさらに数回を行う。例えばサイド・レイズの場合、最後までウエイトを上げられなくなったところから可動範囲の3分の1、2分の1、できる限り大きな範囲で回数を重ねていく。動かせる範囲は徐々に小さくなり、やがて全く動かせなくなる。

### レストポーズ法
最後のセットで行う。通常のセットを行い最後のセットを限界まで行ったあと一旦ウエイトを置き、5 - 6秒間、あるいは10秒間経過してから再びすぐに回数を重ねていく。

### ディセンディングセット法
最後のセットで行う。通常のセットを限界まで行ったあと、インターバルを入れずに60 - 70%くらいの重さでさらに限界まで行う。

### 筋優先法
発達させたい部位から鍛える方法。

## スポーツにおける利用
多くのスポーツドクターやアスレティックトレーナーらによるスポーツ医学（スポーツ医科学）の発展に伴い、各競技種目に合った科学的なウエイトトレーニングのメニューが考案されている。オリンピックをはじめとする国際大会において好成績を収めるためには非常に重要なものとされ、多くの選手がこれに取り組んでいる。国家レベルでも大規模な科学的トレーニング施設が整備されトップアスリートに利用されている。
一方で、過去には誤った認識の下に行われてきた歴史もあり、一部の研究者・スポーツ指導者・選手の間では、ウエイトトレーニングに対し誤解や懐疑的な意見もある。

### 日本スポーツ界におけるウエイトトレーニング

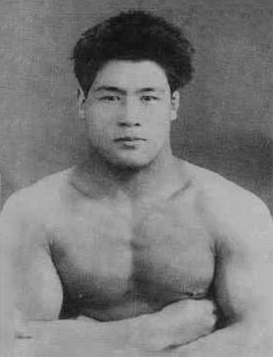
木村政彦（当時18歳）

相撲では「しこ」や「てっぽう」などの、ウエイトトレーニングの要素を含む稽古が伝統的に行われている。千代の富士、隆の里、霧島一博らは従来の稽古に加え、器具を使ったウエイトトレーニングを積極的に取り入れた。
日本に本格的な筋力トレーニングが伝えられたのは1900年頃であり、柔道の創始者である嘉納治五郎の功績が大きかったと言われている。そのため嘉納は「日本近代筋力トレーニングの父」とも呼ばれている。
嘉納は、柔道の世界普及活動を行う中で渡欧中、ユージン・サンドウによる筋力トレーニングについて説いた著書『Sandow's System of Physical Training』（1894）を読んだ。嘉納は講道館の雑誌「國士」にて連載・紹介した。1900年、嘉納は『サンダウ体力養成法』を造士会から出版した。嘉納は柔道界と国民にその体力養成法を推奨し、サンドウが体操に用いた手具（鉄亜鈴）の販売・宣伝も行った。
1933年、IOC委員としてウィーン会議に出席していた嘉納は、その帰途でオーストリアから正式なバーベル一式を購入・輸入した。このバーベルは、当時、東京・代々木にあった文部省体育研究所に運ばれ、ウエイトリフティングの技術研究と練習が行われ、普及のための講習会も開かれた。
嘉納の活動・翻訳本は日本のボディビル界の祖、若木竹丸にも影響を与え、若木がウエイトトレーニングに目覚めたきっかけにもなっている。柔道家の木村政彦もその先見性から若木からウェイトトレーニングの指導を受けている。
20世紀の日本では、アンチドーピングの立場からスポーツ選手が筋肉だけを鍛えるトレーニングを控えてきた歴史があった。そんな中、柔道家の木村政彦は日本のアスリートとして初めて本格的ウエイトトレーニングを取り入れた。木村はベンチプレスで250kg、ストレートアームプルオーバーで90kgを上げることができた。また、立ったまま両腕を前に伸ばし、そこに100kgのバーベルを乗せて肩から手首にかけて何度も転がすことができた。
日本プロ野球とメジャーリーグベースボールで活躍したイチローは多数のトレーニングマシンを所有し使用した。しかし、筋肥大が目的ではなく、柔軟性の増進、スピードの向上、神経発達に伴う動員筋力比率の向上を目的としたマシンを使用した。イチローは、「ただ筋肉を太らせるだけでは、神経の行き渡った筋肉でないと、意味がない」と語っている。

## ウエイトトレーニングの種目
数が多いため、伸縮型のメニューとして掲載する。